# پارک ملی کامپینوسکا
پارک ملی کامپینوسکا (به لهستانی: Kampinoski Park Narodowy) یک پارک ملی در لهستان است که در استان ماسوویان واقع شده‌است.